# Ragama
Ragama (රාගම in cingalese, ரா௧ம in lingua tamil) è una città cingalese di 34.000 abitanti. Fa parte del Distretto di Gampaha. Dista 13 km da Colombo e 14km da Sri Jayawardenapura Kotte. Importante centro cattolico, è sede della Basilica of Our Lady of Lanka, l'unica basilica nello Sri Lanka.